# Dukascopy Bank
Dukascopy Bank SA — банк, специализирующийся на онлайн и мобильном трейдинге, банковских и финансовых услугах. Dukascopy Bank имеет три дочерние компании: Dukascopy Europe IBS AS (брокерская компания, имеет европейскую лицензию, базируется в Риге), Dukascopy Japan (брокерская компания, работает по лицензии 1-го Типа, располагается в Токио) и SIA Dukascopy Payments (компания, осуществляющая платежные операции и электронные платежи по европейской лицензии, базируется в Риге).
Штаб-квартира компании расположена в Женеве, Швейцария. Dukascopy Bank также имеет офисы в Риге, Киеве, Москве, Куала-Лумпуре, Гонконге, Шанхае, Дубае и Токио. В компании работает более 300 сотрудников.

## Деятельность
Dukascopy Bank предоставляет услуги трейдинга через площадку SWFX — Swiss FX Marketplace, запатентованное технологическое решение и зарегистрированный товарный знак ECN, принадлежащие Dukascopy. Деятельность компании сосредоточена на валютных рынках, драгоценных металлах, инструментах CFD и бинарных опционах. Dukascopy Bank также предлагает услуги по расчетным счетам, интернет-банкингу и кредитным картам. Помимо основной деятельности, компания предоставляет независимую бесплатную финансовую информацию через свой сайт, онлайн-телевидение Dukascopy TV и онлайн-сообщество трейдеров.
Деятельность Dukascopy Bank как банка и дилера ценных бумаг регулируется швейцарским контролирующим органом финансового рынка FINMA.

## История
История Dukascopy Bank началась в 1998 году, когда группа физиков под руководством доктора Андре Дука запустила Dukascopy Trading Technologies Corp. Целью этого проекта было исследование, разработка и внедрение комплексных финансовых систем с помощью оригинальных математических и эконофизических методов. В 1999 году проект Dukascopy начал разработку собственной торговой платформы.
В 2004 году Андре Дука совместно со своим партнёром Вероникой Дука создали Швейцарский Брокерский Дом Dukascopy. В 2006 году Dukascopy запускает свой ECN SWFX — Swiss FX Marketplace. Спустя 2 года, в 2008, состоялся запуск Dukascopy Forex TV — бесплатного инструмента технической поддержки и фундаментального анализа для трейдеров и специалистов финансового рынка. В дальнейшем концепция и функционал Dukascopy TV были расширены и в 2015 году Федеральное ведомство связи швейцарского государственного регулятора OFCOM официально зарегистрировало онлайн-телевидение Dukascopy как швейцарскую вещательную компанию. В 2010 году Dukascopy получает лицензию от швейцарской организации по надзору за финансовыми рынками (FINMA) на ведение банковской деятельности. Также в 2010 году состоялся запуск Geneva Forex Event — ежемесячного мероприятия для трейдеров, на котором обсуждают последние профессиональные новости и заводят полезные контакты.
В 2011 году Dukascopy Bank SA открывает первую дочернюю компанию в Риге Dukascopy Europe IBS AS — брокерская компания, ориентированная на работу с частными трейдерами из стран ЕC. В 2012 году Dukascopy Bank становится участником Ассоциации швейцарских банкиров (Swiss Bankers Association). В 2013 году Dukascopy Bank получает лицензию FINMA на торговлю ценными бумагами, и уже в 2014 включает бинарные опционы и CFD в портфолио своих услуг.
В 2015 году Dukascopy Bank приобретает 100 % Alpari Japan K.K., японскую брокерскую компанию из Токио с лицензией 1-го Типа, которая была переименована в Dukascopy Japan K.K. Также 2015 год стал началом деятельности SIA Dukascopy Payments, лицензированной компании в Риге, специализирующейся на мгновенных платежах.